# Heteropoda nebulosa
Heteropoda nebulosa là một loài nhện trong họ Sparassidae.
Loài này thuộc chi Heteropoda. Heteropoda nebulosa được Tord Tamerlan Teodor Thorell miêu tả năm 1890.